# Куркіна Раїса Семенівна
Куркіна Раїса Семенівна (нар. 7 жовтня 1927, с. Покровка) — радянська і російська акторка. Заслужена артистка РРФСР (1974).

## Біографія
Народилася 2 жовтня 1927 р. в селі Покровка Тульської області. Вчилася в Московському інституті сходознавства (1950—1952), до вступу в інститут 7 років працювала вихователькою в дитячому садку.
Закінчила Театральне училище ім. Б. Щукіна (1956). З 1956-го року — акторка Театра-студії кіноактора.
Дебютувала у кіно в фільмі «Гість з Кубані» (1955, Катя Горбань). Зіграла близько 70 ролей (переважно другого плану). 

## Фільмографія
- «Берези в степу» (1956, Марія)
- «На острові Дальному…» (1957, Даша Соколова)
- «Ідіот» (1958, Аделаїда Єпанчина)
- «Пора тайгового проліска» (1958, Анна)
- «Час літніх відпусток» (1960, Світлана Іванівна Панишко)
- «Тиша» (1960, Ольга)
- «Наш спільний друг» (1961)
- «Павлуха» (1962, Зіна)
- «Діти Паміра» (1962)
- «Острів Колдун» (1964, Наталя Євгенівна, мама Дані і Валі)
- «Дзвонять, відчиніть двері» (1965, господиня квартири)
- «Ташкент — місто хлібне» (1967, медсестра)
- «Тисяча вікон» (1967)
- «Біле сонце пустелі» (1969, Настасья, дружина Верещагіна)
- «Коли розходиться туман» (1960, Віра Миколаївна, старша наукова співробітниця)
- «Білоруський вокзал» (1970, Лідія Матвєєва, вдова однополчанина)
- «Повернення „Святого Луки“» (1970, екскурсоводка музею)
- «Великі голодранці» (1973, Параня, мати Касаткіна)
- «Товариш генерал» (1973, дружина Капітонова)
- «Нюркине життя» (1973, Катерина, дружина Михайла Антоновича)
- «Чорний принц» (1973, Ніна Петрівна Самохіна)
- «Совість» (1974)
- «Птахи над містом» (1974, Марго)
- «Фронт без флангів» (1975, Анна Андріївна, дружина Млинського)
- «Афоня» (1975, Фрося — тітка Афоні)
- «Зірка привабливого щастя» (1975, Софія Олександрівна Раєвська)
- «Два капітани» (1976, дружина доктора)
- «Життя і смерть Фердинанда Люса» (1976, Лотта, секретарка Берга)
- «Стажер» (1976, Віра Василівна, мати Сашка)
- «Міміно» (1977, суддя)
- «Ліс, у який ти ніколи не увійдеш» (1978, Вілена Федорівна)
- «Сцени з сімейного життя» (1979, Анна Гаврилівна, сусідка Кіри)
- «Мелодія на два голоси» (1980, Борисоглібська)
- «Було у батька три сини» (1981, мати Світлани)
- «Сльози крапали» (1982)
- «Ніхто не замінить тебе» (1982, Валентина Іванівна, мати Лариси)
- «Сльози крапали» (1982, епізод)
- «Не можу сказати „прощавай“» (1982, Надія Іванівна, лікарка)
- «Дублер починає діяти» (1983, мати Ольги)
- «Троє на шосе» (1983, представниця санітарної комісії)
- «Шанс» (1984, Олена Сергіївна)
- «Чорний коридор» (1988, дружина Єчевіна)
- «Королі російського розшуку» (1996, Анна Карпівна Максимова, генеральська вдова)
- «Євлампія Романова. Слідство веде дилетант» (2004, Анна Коломійцева)
- «МУР є МУР» (2004, Алевтина Євгенівна, мама Альки) та ін.

Знялась в українських стрічках:
- «Ця тверда земля» (1967, Надія)
- «Пам'ять землі» (1976, т/с, Настя)
- «Дощ у чужому місті» (1979, т/ф, Ганна Денисівна, адміністраторка готелю)
- «Хліб дитинства мого» (1977, мати Васька)
- «Мужність» (1980, 5 с., мати Діни Ярцевої)
- «Історія одного кохання» (1981, т/ф)
- «Раптовий викид» (1983, мати Сергія)
- «Добрі наміри» (1984, Салтикова Євдокія Петрівна)
- «До розслідування приступити» («Версія», 1986, Марина Гнатівна Царькова)
- «Це було минулого літа» (1986, мати Сергія Чернова)
- «Моя люба» (1987, мати)